# Dick Meredith
Richard Otis Meredith, detto Dick (South Bend, 22 dicembre 1932 – 6 febbraio 2025), è stato un hockeista su ghiaccio statunitense.

## Palmarès

### Olimpiadi invernali
- 2 medaglie:
  - 1 oro (Squaw Valley 1960)
  - 1 argento (Cortina d'Ampezzo 1956)